# Мурашинский район
Мурашинский район — административно-территориальная единица (район) на севере Кировской области России. В рамках организации местного самоуправления в границах района существует муниципальное образование Мурашинский муниципальный округ (с 2004 до 2020 гг. — муниципальный район).
Административный центр — город Мураши.

## География
Район расположен на севере Кировской области и граничит с Даровским, Опаринским, Юрьянским, Орловским районами области, а также Прилузским районом Республики Коми.
По рельефу район входит в возвышенную водораздельную зону Северных Увалов, расположенные на Восточно-Европейской равнине. Среди полезных ископаемых отмечаются: кирпичная глина,валуны, галечники, известняковый туф, болотная руда, серый колчедан. Есть торфяные болота, самое крупное, площадью до 327 га.
По территории района протекают реки: Переходница, Великая, Волосница, Молома(на границе с Даровским районом), Кузюг, Шубрюг и другие.
Площадь территории — 3430 км².

## История
Мурашинский район образован на основании постановления ВЦИК РСФСР от 10 июля 1929 года в составе Вятского округа Нижегородского края из части территории бывшего Орловского уезда Вятской губернии.
В 1929 году посёлок  Мураши официально признан центром Мурашинского района. Постепенно здесь появляются первые рабочие предприятия, а следовательно, и первые рабочие места для местного населения. В районе открывают свой леспромхоз, районную типографию, маслозавод и хлебозавод. Функционирует Мурашинское отделение железной дороги, районная больница и телефонная станция.
С 1934 года район — в составе Кировского края, с 1936 года — Кировской области.
В годы Великой Отечественной войны по железной дороге сюда отправляли раненых и эвакуированных, автоматически значительно выросла численность местного населения.
К началу 1956 года в Мурашинском районе уже работали три средние школы, одна семилетняя, был открыт свой Дом культуры, стадион, детские сады, клуб железнодорожников и другие учреждения районного значения.
14 сентября 1959 года Мурашинскому району была передана часть упразднённого Опаринского района.
На основании Указа Президиума Верховного Совета РСФСР от 1 февраля 1963 года с Мурашинским районом был объединён Верховинский район. Указом Президиума Верховного Совета РСФСР от 12 января 1965 года из состава района выделен Юрьянский район в границах бывшего Верховинского района. Из Мурашинского района выделены: Берёзовский, Буяковский, Великовский, Верховинский, Верходворский, Высоковский, Ивановский, Мелеховский, Пышакский, Скутинский сельсоветы и рабочий посёлок Юрья.
30 декабря 1966 года из-за вновь образованного Опаринского района территории, приобретённые в 1959, возвращены в новый район.

## Население
| 1939    | 1959    | 1970    | 1979    | 1989    | 2002    | 2009    | 2010    | 2011    |
| ------- | ------- | ------- | ------- | ------- | ------- | ------- | ------- | ------- |
| 28 719  | ↗57 398 | ↘29 100 | ↘23 197 | ↘20 188 | ↘15 951 | ↘14 249 | ↘12 905 | ↘12 845 |
| 2012    | 2013    | 2014    | 2015    | 2016    | 2017    | 2018    | 2019    | 2020    |
| ↘12 499 | ↘12 210 | ↘11 991 | ↘11 716 | ↘11 448 | ↘11 204 | ↘10 919 | ↘10 579 | ↘10 234 |
| 2021    |         |         |         |         |         |         |         |         |
| ↘9408   |         |         |         |         |         |         |         |         |

### Урбанизация
Городское население (город Мураши) составляет  60,59 % от всего населения района (округа).

## Населённые пункты
В Мурашинском районе (муниципальном округе) 37 населённых пунктов, в том числе один город и 36 сельских населённых пунктов.
| №  | Населённый пункт     | Тип          | Население |
| -- | -------------------- | ------------ | --------- |
| 1  | Мураши               | город        | ↘5700     |
| 2  | Алексеевское         | село         | 0         |
| 3  | Безбожник            | посёлок      | 2363      |
| 4  | Белозерье            | деревня      | 20        |
| 5  | Березовский          | посёлок      | 5         |
| 6  | Бовыкины             | деревня      | 15        |
| 7  | Большая Коротаевщина | деревня      | 1         |
| 8  | Боровица             | село         | 165       |
| 9  | Верхораменье         | село         | 191       |
| 10 | Волосница            | посёлок      | 59        |
| 11 | Даниловка            | деревня      | 254       |
| 12 | Егоренки             | деревня      | 2         |
| 13 | Заборщина            | деревня      | 34        |
| 14 | Зверки               | деревня      | 0         |
| 15 | Казаковщина          | деревня      | 52        |
| 16 | Каица                | деревня      | 2         |
| 17 | Коммуна              | деревня      | 190       |
| 18 | Костенки             | деревня      | 0         |
| 19 | Крысановы            | деревня      | 0         |
| 20 | Крюковцы             | деревня      | 7         |
| 21 | Нижняя Зотинская     | деревня      | 15        |
| 22 | Никишичи             | деревня      | 23        |
| 23 | Новый                | посёлок      | 79        |
| 24 | Октябрьский          | посёлок      | ↘1565     |
| 25 | Омутная              | деревня      | 0         |
| 26 | Паломохино           | село         | 405       |
| 27 | Пахарь               | посёлок      | 1         |
| 28 | Пермята              | деревня      | 79        |
| 29 | Петруничи            | деревня      | 31        |
| 30 | Подгорный            | посёлок      | 0         |
| 31 | Поломка              | деревня      | 1         |
| 32 | Столбик              | деревня      | 2         |
| 33 | Староверческая       | ж.д. станция | 389       |
| 34 | Стахановский         | посёлок      | 14        |
| 35 | Тылай                | посёлок      | 105       |
| 36 | Шленники             | деревня      | 64        |
| 37 | Шубрюг               | посёлок      | 21        |

## Муниципальное устройство
В рамках организации местного самоуправления в границах района функционирует Мурашинский муниципальный округ (с 2004 до 2021 года — муниципальный район).
В конце 2004 года в образованном муниципальном районе были созданы 8 муниципальных образований, в том числе 1 городское и 7 сельских поселений (в границах сельских округов).
Законом Кировской области от 28 апреля 2012 года все сельские поселения (Безбожниковское, Боровицкое, Верхораменское, Даниловское, Октябрьское, Паломохинское и Староверческое) были объединены в Мурашинское сельское поселение с административным центром в посёлке Безбожнике.
С 2012 до конца 2020 года муниципальный район включал два муниципальных образования, в том числе одно городское и одно сельское поселения:
- Мурашинское городское поселение,
- Мурашинское сельское поселение.

К январю 2021 года муниципальный район и все входившие в его состав городское и сельское поселения были упразднены и объединены в муниципальный округ. В административном районе упразднён единственный сельский округ (в границах которого и существовало сельское поселение).

## Председатели райисполкома
С 1929 по 1991 годы в райисполкоме председательствовали:
| Ф. И. О.                        | Время замещения должности  |
| ------------------------------- | -------------------------- |
| Торкунов Афанасий Андрианович   | июнь 1929 – апрель 1930    |
| Говоров Василий Андреевич       | апрель 1930 – январь 1931  |
| Марьина Анна Николаевна         | январь – май 1931          |
| Соболев Иван Антонович          | май 1931 – июнь 1932       |
| Смирнов                         | июнь 1932– март 1933       |
| Чистов Михаил Иванович          | апрель 1933– декабрь 1934  |
| Пынин Александр Иванович        | декабрь 1934– октябрь 1935 |
| Селиверстов Иван Павлович       | ноябрь 1935– май 1936      |
| Носкова Филицата Ивановна       | июнь 1936– сентябрь 1937   |
| Дуркин Дмитрий Фёдорович        | сентябрь 1937– январь 1940 |
| Лучинин Данил Кириллович        | январь 1940–февраль 1942   |
| Градобоев Артемий Андрианович   | февраль 1942–апрель 1947   |
| Хитрин Василий Иванович         | май 1947– сентябрь 1948    |
| Смердов А.С. (И.О.)             | сентябрь – декабрь 1948    |
| Неведомская Валентина Тарасовна | январь 1949– июль 1952     |
| Останин Степан Михайлович       | июль 1952 – июнь 1953      |
| Силов Пётр Филиппович           | июль 1953– август 1954     |
| Росляков Леонид Устинович       | ноябрь 1954– март 1959     |
| Хоробрых Валерий Иванович       | март 1959–ноябрь 1960      |
| Мильков Юрий Петрович           | ноябрь 1960– декабрь 1962  |
| Зонов Семён Алексеевич          | декабрь 1962– январь 1965  |
| Мильков Юрий Петрович           | январь – март 1965         |
| Гладышев Дмитрий Андреевич      | март 1965– февраль 1969    |
| Мосеев Виктор Степанович        | февраль 1969– май 1973     |
| Ведерников Михаил Петрович      | июнь 1973– июль 1986       |
| Седельников Михаил Петрович     | июль 1986– сентябрь 1987   |
| Кононов Владимир Акимович       | октябрь 1987– декабрь 1991 |

## Экономика
Среди всех сфер экономики в районе развита сфера сельского хозяйства. Сельскохозяйственное развитие происходит на уровне фермерских хозяйств Мурашинского района.
Также важной отраслью экономики района является и лесная промышленность, поскольку его территория покрыта хвойным лесом. В настоящее время активно реализуются процессы заготовки и деревообработки. Благодаря обширным лесным площадям в районе стабилизируется и экологическая ситуация.

## Транспорт
В районном центре расположена железнодорожная станция Мураши, на участке Киров — Котлас Горьковской железной дороги.
По территории района проходит автомобильная дорога «Вятка».
Начинается строящаяся автодорога Киров — Котлас — Архангельск.

## Природа
Территория района на 60 % покрыта лесным массивом. В основном здесь расположены леса хвойных пород. В местных лесах водятся лоси, зайцы, медведи, куницы, бобры и норки. На территории Мурашинского района существуют скважины с чистой питьевой водой. Открыты также месторождения торфа.
Почвы — Дерново-подзолистые почвы пылеватые суглинки, на юго-западе встречаются песчаные почвы.
Климат резко континентальный, холодный и влажный, с хорошо выраженными временами года.
В районе также обитают некоторые виды из Красной книги Кировской области. Экологическая ситуация стабильная.

## Известные уроженцы и жители
Уроженцы
Корякин Николай Дорофеевич — 16.07.1922 (село Паломохино) — 22.09.1972. Старший радиотелеграфист 110-й гвардейской роты связи, старший сержант.
Шмырин Фёдор Сергеевич — 06.09.1920 (деревня Тарасовичи) — 06.08.2001. Командир звена 175-го гвардейского штурмового авиационного полка 11-й гвардейской штурмовой авиационной дивизии 16-й воздушной армии 1-го Белорусского фронта, гвардии младший лейтенант. Герой Советского Союза.
Чемоданов, Михаил Михайлович — 26.10.1856 (село Боровица) — 16.01.1908. Врач-одонтолог, один из основоположников научной стоматологии в России. Работал  земским врачом в провинции. Не меньшую известность приобрёл как художник–карикатурист.
Даровских Валерий Афанасьевич — 19.07.1961 (город Мураши). Российский биатлонист и лыжник, участник боевых действий в Афганистане. Заслуженный мастер спорта России по биатлону и лыжным гонкам среди спортсменов с ПОДА.
Бакин, Виктор Семёнович (род. 1 ноября 1957) — российский писатель, журналист. Член Союза журналистов России(1984), член Союза писателей России (2003).
Аркадий Иосифович Шернин — 07.01.1898 (деревня Белозёрье) — 02.03.1984. Учёный-зоолог, фенолог, кандидат биологических наук, профессор.
Березин Пётр Ильич — 01.08.1910 (город Мураши) — 28.07.1946. Участник Великой Отечественной войны. Награждён Орденом Отечественной войны II степени и медалью За боевые заслуги.
Агалаков Степан Иванович — 23.01.1924 (город Мураши). Ветеран труда и войны.
Жители района
Селюнин Василий Илларионович — 30.12.1927 — 27.08.1994. Советский и российский литератор, журналист. Известный, особенно в период перестройки и сразу после, публицист.
Василий Яковлевич Перминов — 1938. Российский и советский философ, доктор философских наук, профессор. Специалист в области философии математики и теории познания.
Маракулин Павел Павлович — 20.01.1937 — 09.01.2017. Русский поэт, прозаик, журналист. Член Союза писателей СССР с 1971 года. Проживал в городе и районе.

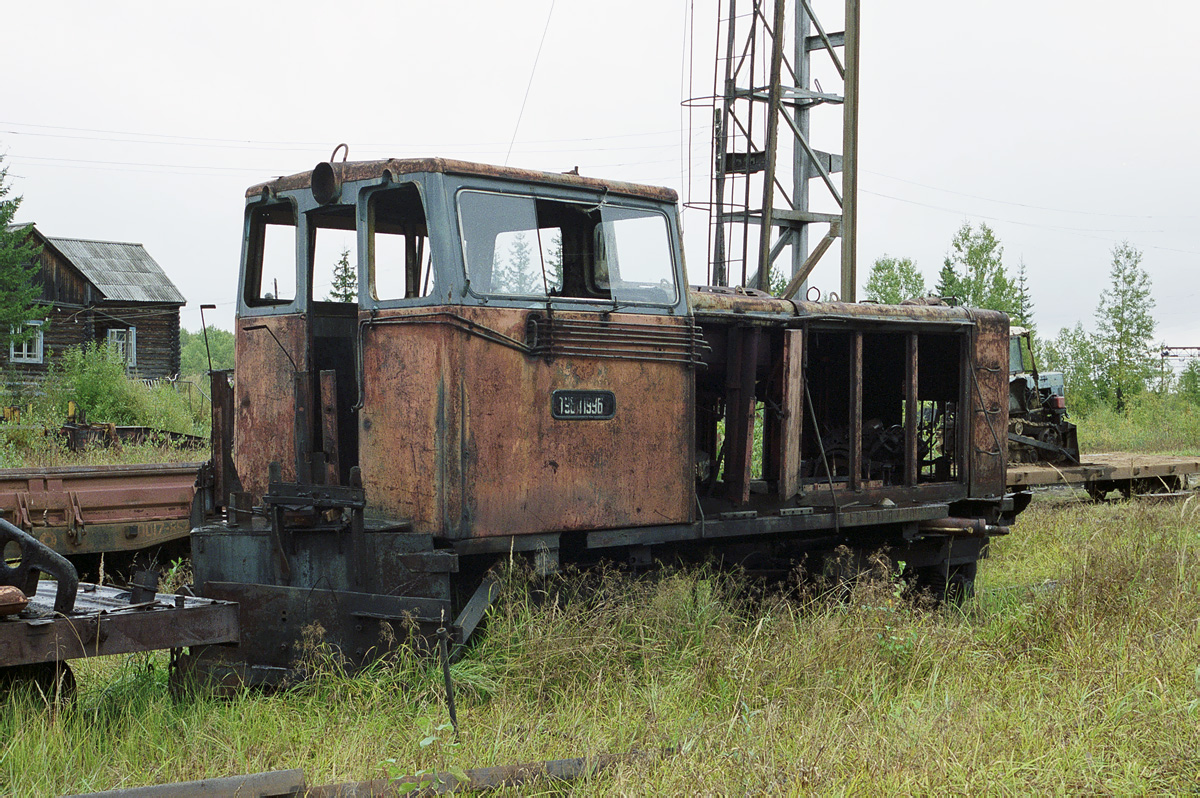
Старый поезд Мурашинского леспромхоза.

Анищенко Александр Михайлович — 06.11.1916 — 30.10.1976. участник Великой Отечественной войны, Герой Советского Союза (26.10.1943), гвардии сержант. Проживал в городе и районе.
Грин, Александр Степанович — жил и работал в Мурашах в 1915 году.
Константин Васильевич Рычков — мастер Мурашинского депо, в 1936 году, одним из первых, получил звание Героя Труда.